# عالی‌آباد نظرعلیوند
عالی آباد نظرعلیوند، روستای بخش سوری از دهستان رومیانی شهرستان رومشکان در استان لرستان ایران است.

## جمعیت
این روستا در مرکز شهرستان رومشکات قرار دارد و براساس سرشماری مرکز آمار ایران در سال ۱۳۸۵، جمعیت آن ۱۱۷۵ نفر (۲۵۵خانوار) بوده‌است.